# Tartessische Sprache
Tartessisch ist eine ausgestorbene Sprache, die in der Antike im Südwesten der Iberischen Halbinsel gesprochen wurde.
Die auch als Südlusitanisch bezeichnete Sprache war um die antike Stadt Tartessos hauptsächlich im Süden Portugals (Algarve und südliches Alentejo) und im Südwesten Spaniens (südlich der Extremadura) und im westlichen Andalusien verbreitet.

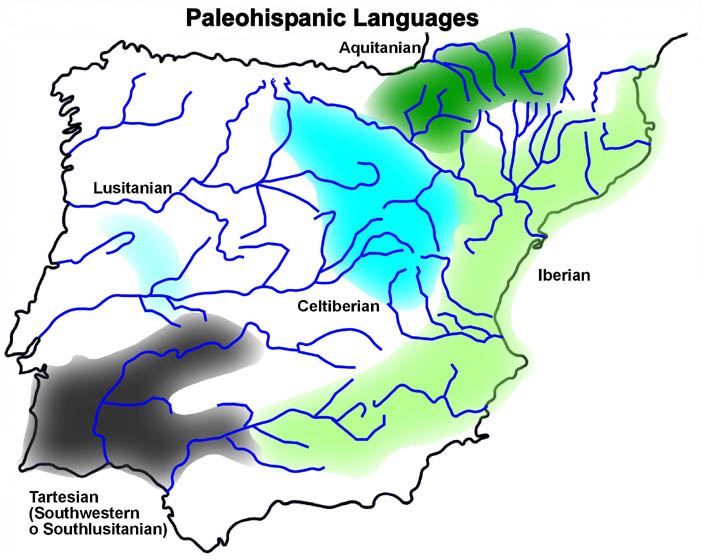
Antike Sprachen der iberischen Halbinsel (tartessisches Sprachgebiet schwarz)

Tartessisch ist durch 78 Inschriften auf Stelen belegt, die längste hat 82 lesbare Zeichen. Diese wurden in die Eisenzeit zwischen dem 7. und 5. Jahrhundert v. Chr. datiert. Fünf Inschriften befinden sich auf Kriegerstelen der späten Bronzezeit. Sie sind in der südlichen Variante der iberischen Schrift verfasst.
Bezüglich der Entzifferung, Übersetzung und Verwandtschaft mit anderen Sprachen herrscht keine Einigkeit. Nach Jürgen Untermann dürfen die Inschriften „... heute bis auf einige wenige Unklarheiten als entziffert gelten...“. Möglicherweise zeigen sich in den Inschriften Formen indogermanischer Flexion. John T. Koch hat die Sprache als keltisch beurteilt. Dagegen meint George Broderick, dass diese Schrift bisher noch nicht überzeugend entziffert wurde, weswegen eine Klassifikation der Sprache schwierig sei.